# 2014년 홍콩 시위
2014년 홍콩 시위(중국어: 雨傘革命)는 2014년 9월 28일부터 시작된 시위이다. 처음 시위가 시작된 것은 22일 홍콩에서 24개 대학교 학생이 동맹 휴업을 하면서이지만, 28일부터 홍콩 금융 중심가 센트럴을 점거하면서 본격화됐다. 차기 2017년 선거의 홍콩 행정장관직 후보 제한 등에 반발해 이루어진 이 시위는 학생들이 주도로 하고 있으며, 경찰의 최루탄을 우산으로 막아내 우산 운동(중국어: 雨傘運動) 또는 우산 혁명(중국어: 雨傘革命)이라고도 불린다.

## 배경
대학생들과 시민단체가 주축으로 시작된 홍콩 민주화 시위는 중국 공산당이 오는 2017년 홍콩 행정장관 선거에서 반중(反中) 인사를 후보군에서 배제하고 친(親) 인사만 후보로 나설 수 있도록 제한하자 시위대가 이를 철회할 것을 요구하며 촉발됐다.

## 나라별 반응
2014년 10월 2일, 미국, 영국, 대만 등에서 홍콩의 우산혁명을 지지하는 집회가 잇따라 열렸다.

## 같이 보기
- 2019년 홍콩 범죄인인도법 반대 시위

## 참고 문헌
- “Hong Kong: Live Coverage of Occupy Central”. South China Morning Post. 2014년 9월 29일. 2014년 9월 29일에 확인함.
- “홍콩 민주화 시위, 美-英 등 전 세계로 퍼져”. 이데일리. 2014년 10월 2일. 2015년 9월 24일에 원본 문서에서 보존된 문서. 2014년 10월 7일에 확인함.